# Lasiurini

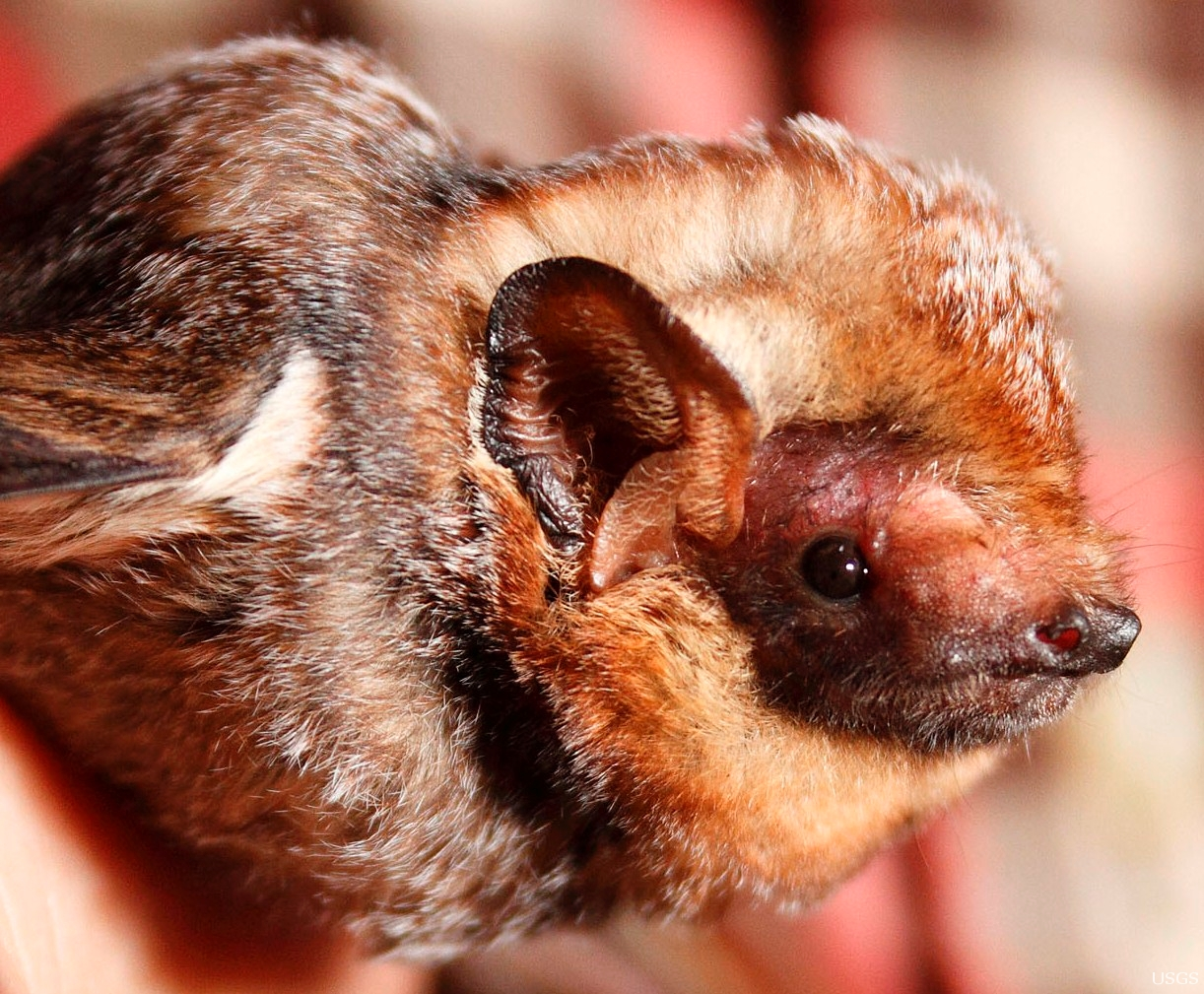
Aeorestes semotus.

Los murciélagos canosos, los rojizos y los amarillos (Lasiurini) constituyen una tribu integrada por 3 géneros (o un género y 3 subgéneros) de quirópteros perteneciente a la familia de los vespertiliónidos. 

## Taxonomía
Descripción original
Esta tribu fue descrita originalmente en el año 1942 por el zoólogo estadounidense —nacido en Inglaterra— George Henry Hamilton Tate.
Relaciones filogenéticas
Dentro de la tribu Lasiurini, hace aproximadamente 18,5 Ma (12,2-26,5 Ma) ocurrió la división entre Dasypterus y Lasiurus, mientras que estos últimos divergieron de Aeorestes hace 14 Ma (9,1-20,8 Ma).
Subdivisión de Lasiurini
Se incluyen en esta tribu 3 clados, no concordando los distintos especialistas sobre cuál rango taxonómico les corresponde. En el año 2015, Amy B. Baird, Janet K. Braun, Michael A. Mares, Juan Carlos Morales, John C. Patton, Christina Q. Tran y John W. Bickham los colocaron en una categoría genérica. En el año 2016, Alan C. Ziegler, Francis G. Howarth y Nancy B. Simmons los rebajaron a una categorización subgenérica. En el año 2017, Amy B. Baird, Michael A. Mares, John C. Patton y John W. Bickham, a los que se sumaron Janet K. Braun, Mark D. Engstrom, Ashlyn C. Holbert, Maritza G. Huerta y Burton K. Lim, sumaron argumentos para justificar su consideración de nivel genérico para los tres. En el año 2018, Roberto Leonan Morim Novaes, Guilherme Siniciato Terra Garbino, Vinícius Cardoso Cláudio y Ricardo Moratelli concordaron en situarlos en un nivel subgenérico, entre otras razones, para preservar la estabilidad de los nombres científicos muy empleados por los especialistas, por lo que, de permitir la elevación a la jerarquía genérica, dificultaría las búsquedas de información sobre los taxones que los integran.
Los 3 clados son los siguientes:
- Aeorestes Fitzinger, 1870[6] (murciélagos canosos o cenizos)
- Dasypterus (Peters, 1870)[7] (murciélagos amarillos)
- Lasiurus Gray, 1831[8] (murciélagos rojizos)

### Synemporion keana
Synemporion keana, un murciélago vespertiliónido de un género monotípico fósil, que es conocido por más de 100 especímenes exhumados en las cinco mayores islas de Hawái, también podría pertenecer a la tribu Lasiurini, sin embargo, aún no se logró colectar ADN en buen estado para comprobarlo.

## Distribución geográfica y costumbres
Las especies comprendidas en Lasiurini se distribuyen extensamente en el continente americano, desde Canadá por el norte hasta el centro de la Argentina y de Chile por el sur; además en las islas hawaianas. Sus dietas están compuestas mayormente por insectos.